# Elmire Vautier

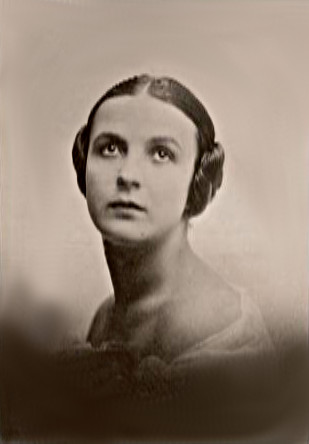
Elmire Vautier

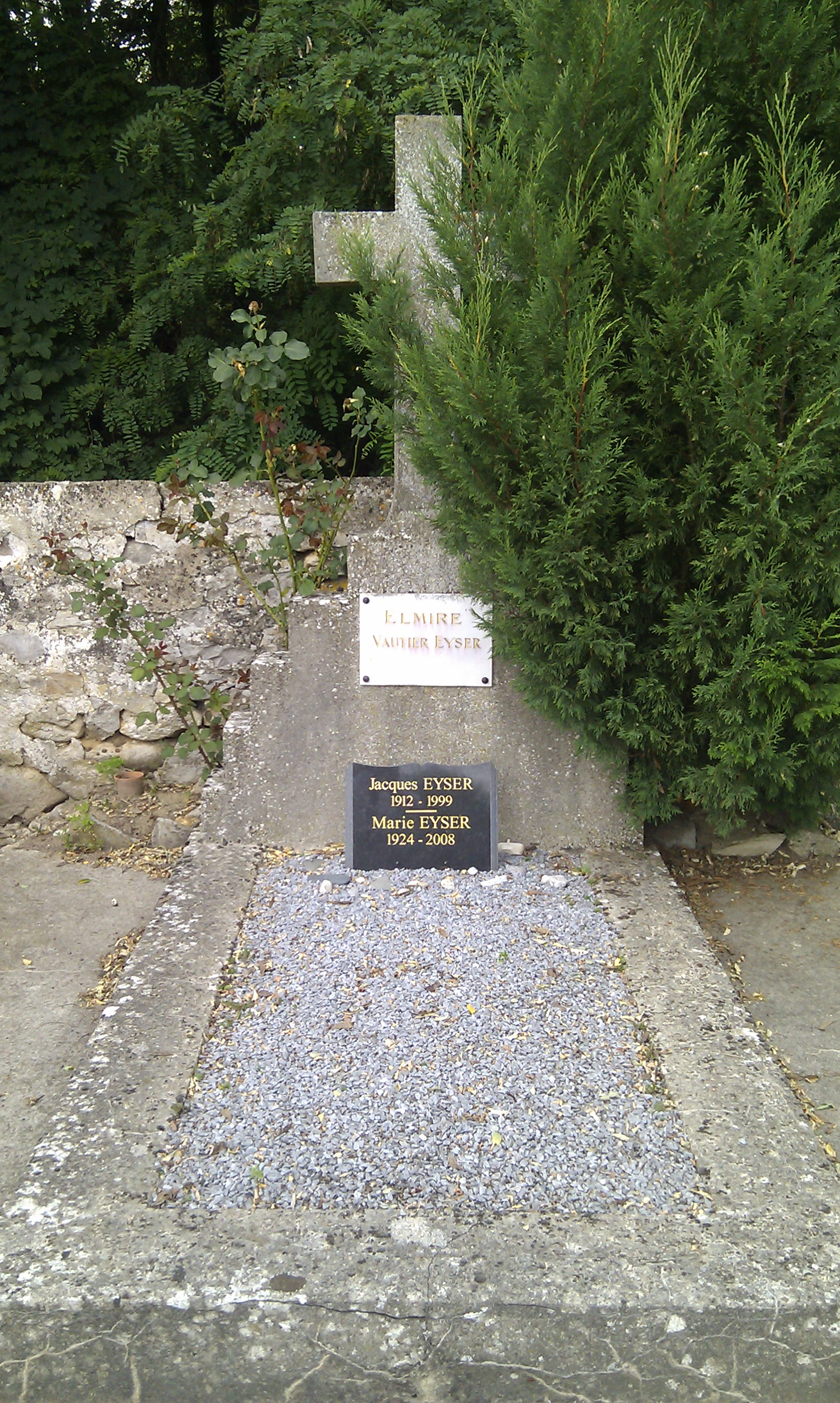
Tumba de Elmire Vautier, de Jacques Eyser y de Marie Navarre en Livilliers

Elmire Vautier (28 de agosto de 1897 – 19 de abril de 1954) fue una actriz cinematográfica francesa, activa principalmente en la época del cine mudo. 

## Biografía
Nacida en Granchain, Francia, su nombre completo era Armandine Elmire Angelina Vautier. Su padre, Stanislas Alexandre Vautier, era albañil, y su madre, Elmire Angelina Carruel, era jornalera. La actriz tenía ocho años de edad cuando falleció su padre el 27 de octubre de 1905. Su madre volvió a casarse el 26 de diciembre de 1906, siendo su marido Léon Eléonor Dodon.
Elmire Vautier debutó en el teatro en 1915 antes de rodar tres años después su primera película con Pierre Marodon. Pero su primer éxito en la pantalla llegó con el film Sa Gosse, dirigido por Henri Desfontaines en 1919, en el cual ella interpretaba a una cantante.
A partir de 1922, Elmire Vautier fue a menudo compañera de reparto de René Navarre (1877 - 1968), llegando a ser su segunda esposa tras casarse el 5 de abril de 1924 en Tours. Tuvieron una hija, Marie Madeleine Muguette Pascaline Navarre (1924 - 2008).
En 1922 rodó Le Roi de Camargue (con el papel de Lisette), Judith (como una condesa) y la serie de 12 cortometrajes L'Homme aux trois masques. En 1923 hizo una nueva serie de cortometrajes, Vidocq, con un total de 10 episodios en los que encarnaba a Manon-la-Blonde, y Ferragus, producción en la cual era Desmarets. En 1925 actuó en la serie de 8 cortometrajes Jean Chouan, en 1927 en los cuatro episodios de Belphégor (como Simone Desroches), y en 1929 actuó en su último film mudo, La Tentation.
Sus actuaciones en el cine mudo fueron bien acogidas por la crítica. Su trabajo en Sa Gosse en 1919 fue bien considerado por el diario l'Impartial. También obtuvo buenas críticas en 1923, en 1924, y en 1925. En 1927 fue, junto con Sandra Milowanoff y Paulette Berger, una de las tres artistas más apreciadas por el público. Sin embargo, también obtuvo algunas malas críticas, como en el año 1928.
En 1930, Elmire Vautier pasó al cine sonoro, actuando en algunas producciones francesas rodadas en los estudios parisinos de la productora Paramount. Sin embargo, con la nueva técnica su carrera se vio frenada, ya que sus interpretaciones eran demasiado teatrales. Entre 1931 y 1934 se apartó de los platós, intentando dedicarse a la moda.
Cuando volvió al cine en 1934, se vio relegada a la interpretación de papeles de reparto. Entre otras películas actuó en Golgotha (1935), de Julien Duvivier, y en Le Roman d'un tricheur (1936), de Sacha Guitry.
El 28 de noviembre de 1936, René Navarre y Elmire Vautier se divorciaron.
A principios de los años 1940, Vautier actuó en varias piezas teatrales, recibiendo buenas críticas por su trabajo en 1943 en Berenice.
Elmire Vautier abandonó definitivamente el cine tras participar en 1942 en el film La Duchesse de Langeais, de Jacques de Baroncelli. 
El 16 de mayo de 1944 se casó en Neuilly-sur-Seine con el actor Jacques Eyser (1912 - 1999), con el cual vivió en Boulogne-Billancourt.
Elmire Vautier falleció a causa de una crisis cardíaca el 19 de abril de 1954 en Livilliers, Francia, siendo enterrada en el cementerio de dicha población.

## Teatro
- 1935: L'Homme dans l'ombre, de Pierre Palau y Maurice Leblanc a partir de Le Chapelet rouge, de Maurice Leblanc, Théâtre des Deux Masques
- 1943: Le Maître de son cœur, de Paul Raynal, con Jacques Eyser, Lucien Pascal y Anne Belval, Teatro del Odéon

## Filmografía
- 1918: Les Femmes des autres, de Pierre Marodon, con Gaston Jacquet
- 1919: Qui a tué ?, de Pierre Marodon, con Jean Garat
- 1919: Sa gosse, de Henri Desfontaines, con Maurice Schutz
- 1919: Le Sang des immortelles, de André Liabel, con Marcel Vibert
- 1919: L'Île sans amour, de André Liabel, con Renée Sylvaire
- 1919: Le Fils de la nuit I: Le proscrit, de Gérard Bourgeois, con Fernand Mailly
- 1919: Le Fils de la nuit II: L’œuvre du démon, de Gérard Bourgeois, con Nadette Darson
- 1919: Le Fils de la nuit III: Les compagnon d’aventure, de Gérard Bourgeois, con Jean Joffre
- 1919: Le Fils de la nuit IV: Le secret du vieux mendiant, de Gérard Bourgeois, con Alfred Zorilla
- 1919: Le Fils de la nuit V: Le gouffre des panthères, de Gérard Bourgeois, con Jacques Robert
- 1919: Le Fils de la nuit VI: Le spectre du passé, de Gérard Bourgeois, con Yvonne Desvignes
- 1919: Le Fils de la nuit VII: Teddy à la rescousse, de Gérard Bourgeois, con Anthony Gildès
- 1919: Le Fils de la nuit VIII: Le sauveur mystérieux, de Gérard Bourgeois, con Georges Wague
- 1919: Le Fils de la nuit IX: L’infernale revanche, de Gérard Bourgeois, con Léon Courtois
- 1919: Le Fils de la nuit X: L’oubliette diabolique, de Gérard Bourgeois, con Luc Dartagnan
- 1919: Le fils de la nuit XI: Le plongeur de la mort, de Gérard Bourgeois, con André Volbert
- 1919: Le Fils de la nuit XII: Le justicier, de Gérard Bourgeois, con Ginette Darnys
- 1921: La Preuve, de André Hugon
- 1921: Le Roi de Camargue, de André Hugon, con Charles de Rochefort
- 1921: L'Autre, de Roger de Châteleux, con Jean Angelo
- 1921: L’Homme aux trois masques I: Les briseurs d’ailes – de Émile Keppens avec Gina Manès  - court métrage -
- 1921: L’Homme aux trois masques II: Le calvaire de Pascaline, de Émile Keppens, con Charles Casella
- 1921: L’Homme aux trois masques III: L’innocent, de Émile Keppens, con André Marnay
- 1921: L’Homme aux trois masques IV: Les remords de Fergus, de Émile Keppens, con Mario Nasthasio
- 1921: L’Homme aux trois masques V: Je me vengerai, de Émile Keppens, con Evelyne Janney
- 1921: L’Homme aux trois masques VI: La fille du forçat, de Émile Keppens, con Armand Dutertre
- 1921: L’Homme aux trois masques VII: Le marquis de Santa-Fiore, de Émile Keppens, con Malou Vasseur
- 1921: L’Homme aux trois masques VIII: Le mendiant mystérieux, de Émile Keppens, con Jane Dolys
- 1921: L’Homme aux trois masques IX: La lutte à mort, de Émile Keppens, con André Marnay
- 1921: L’Homme aux trois masques X: L’horrible complot, de Émile Keppens, con Pierre Bordery
- 1921: L'Homme aux trois masques XI: Jean-Claude et Jeannine, de Émile Keppens, con Gina Manès
- 1921: L’Homme aux trois masques XII: Le justicier, de Émile Keppens, con Jacqueline Arly
- 1922: Des fleurs sur la mer, de André Liabel, con Jean Legrand
- 1922: Judith, de Georges Monca y Rose Pansini, con Jean Toulout
- 1922: Le Refuge, de Georges Monca y Rose Pansini, con Auguste Mévisto
- 1922: Vidocq I: L’évasion, de Jean Kemm, con René Navarre
- 1922: Vidocq II: Manon la blonde, de Jean Kemm, con Rachel Devirys
- 1922: Vidocq III: La truite qui file, de Jean Kemm, con Genica Missirio
- 1922: Vidocq IV: L’espionne de Vidocq, de Jean Kemm, con Jacques Plet
- 1922: Vidocq V: L’homme au domino rouge, de Jean Kemm, con Albert Bras
- 1922: Vidocq VI: Dans la gueule du loup, de Jean Kemm, con Dolly Davis
- 1922: Vidocq VII: Le bandit gentilhomme, de Jean Kemm, con Maud Fabris
- 1922: Vidocq VIII: La mère douloureuse, de Jean Kemm, con Geo Laby
- 1922: Vidocq IX: Vers la lumière, de Jean Kemm, con Georges Deneubourg
- 1922: Vidocq X: La bataille suprême, de Jean Kemm, con René Navarre
- 1923: Ferragus, de Gaston Ravel, con Lucien Dalsace
- 1923: Knock-out !, de Armand du Plessy, con Lewis Brody
- 1925: La Justicière, de Maurice de Marsan y Maurice Gleize, con Albert Préjean
- 1925: Les Murailles du silence, de Louis de Carbonnat, con Georges Deneubourg
- 1925: Jean Chouan I: La patrie en danger, de Luitz-Morat, con Marthe Chaumont
- 1925: Jean Chouan II: La bataille des cœurs, de Luitz-Morat, con René Navarre
- 1925: Jean Chouan III: Sur le pont de Pyrmil, de Luitz-Morat, con Maurice Lagrenée
- 1925: Jean Chouan IV: L’otage, de Luitz-Morat, con Claude Mérelle
- 1925: Jean Chouan V: La citoyenne Maryse Fleurus, de Luitz-Morat, con Jean Debucourt
- 1925: Jean Chouan VI: Le comité de Salut Public, de Luitz-Morat, con Maurice Schutz
- 1925: Jean Chouan VII: La grotte aux fées, de Luitz-Morat, con Marthe Chaumont
- 1925: Jean Chouan VIII: Les soldats de France, de Luitz-Morat, con René Navarre
- 1926: Muche, de Robert Péguy, con Jean Aymé
- 1926: Belphégor 1: Le mystère du Louvre, de Henri Desfontaines, con Lucien Dalsace
- 1926: Belphégor 2: De mystère en mystère, de Henri Desfontaines, con Alice Tissot
- 1926: Belphégor 3: Le fantôme noir, de Henri Desfontaines, con André Volbert
- 1926: Belphégor 4: Les deux polices, de Henri Desfontaines, con René Navarre
- 1927: Le Bonheur du jour, de Gaston Ravel, con Henry Krauss
- 1927: La Veine, de René Barberis, con Rolla Norman
- 1928: Souris d’hôtel, de Adelqui Migliar, con Louis Pré Fils
- 1928: Vivre, de Robert Boudrioz, con Pierre Batcheff
- 1929: La Tentation, de René Leprince y René Barberis, con Claudia Victrix
- 1929: La Voix de sa maîtresse, de Roger Goupillières, con André Luguet
- 1930: Paramount en parade, de Charles de Rochefort, con Maurice Chevalier
- 1930: Toute sa vie, de Alberto Cavalcanti, con Pierre Richard-Willm
- 1930: Le Réquisitoire, de Dimitri Buchowetzki, con Fernand Fabre
- 1934: Brevet 95/75, de Pierre Lequain y Bernard Roland, con Jacques Varennes
- 1934: Le Taxi de minuit, de Albert Valentin, con Raymond Aimos
- 1935: Une nuit de noces, de Georges Monca y Maurice Kéroul, con Julien Carette
- 1935: Golgotha / Ecce Homo, de Julien Duvivier, con Jean Gabin
- 1935: Le Roman d'un tricheur, de Sacha Guitry, con Roger Duchesne
- 1936: Le Faiseur, de André Hugon, con Paul Pauley
- 1936: Si tu reviens, de Jacques Daniel-Norman, con Reda Caire
- 1937: Miarka, la fille à l'ourse, de Jean Choux, con José Noguero
- 1938: Le Patriote, de Maurice Tourneur, con Harry Baur
- 1939: Derrière la façade, de Georges Lacombe y Yves Mirande, con Lucien Baroux
- 1941: Mam'zelle Bonaparte, de Maurice Tourneur, con Raymond Rouleau
- 1942: La Duchesse de Langeais, de Jacques de Baroncelli, con Edwige Feuillère